# 総排出腔
総排出腔（そうはいしゅつこう／くう）、または総排泄腔（そうはいせつこう／くう）とは、ほとんどの軟骨魚類、両生類、爬虫類、鳥類、およびごく一部の哺乳類に見られる、直腸・排尿口・生殖口を兼ねる器官のことである。
総排出腔をもつ動物では、消化管（腸管）の末端である糞管（肛門管）、泌尿器からの輸尿管、生殖器からの生殖輸管（卵管・精管）のすべてが、共通の室（腔部）である総排出腔に開口する。
鳥類およびその他の陸生動物では総排出腔においても水分の吸収が行われる。
水棲のカメは普通の呼吸に加えて、総排出腔呼吸を行う。
ナマコは排泄腔から樹枝状にのびる呼吸樹と呼ばれる1個または1対の呼吸器官をもち、総排出腔のポンプ運動により水を呼吸樹に取り込み換気を行う。

## 総排出口
総排出腔をもつ動物では、排泄物（糞や尿）も卵や精子も、同じ穴から体外に排出される（総排出腔の欧名cloacaは、「下水道、暗渠」を意味するラテン語に由来する）。この穴、すなわち、総排出腔から体外への開口部のことを、「総排出口（そうはいしゅつこう）」という（「総排出孔」、「総排出腔門
」とも表記）。
イモリやサンショウウオなどの有尾両生類では、全長といえば、その個体の吻端（ふんたん、鼻先）から尾端（尻尾の先）までの長さを指すが、体長というときには、尾部の長さを除いた頭胴長、すなわちSVLを指す。SVLとはSnout to Vent Lengthの略で、吻端から総排出口（通常はその後端）までの長さのことである。
カエル類の場合、体長とは、吻端から総排出口まで、または吻端から尾椎端までの長さのことである。前者は主として固定標本の場合に、後者は生体を扱う場合に用いられる。
また、一般にカメ類などの雌雄は総排出口の位置によって、イモリ類の場合は総排出口の形状によって見分けられる。

## 総排出腔をもつ哺乳類
現存する最も原始的な哺乳類のグループであるカモノハシ目の原名Monotremata（単孔目）は、このグループの動物が総排出腔をもつことに由来する。
実際には、カモノハシ目のほかに、有袋上目の動物や、モグラ目（食虫目）の一部の動物、さらにネズミ目のビーバーも、同じく「総排出腔」と呼ばれる器官をもつが、その構造は、カモノハシ目哺乳類のそれとはやや異なる。
カモノハシ目の場合、爬虫類などと同様、腸の開口部（直腸）と膀胱と子宮が、それぞれ総排出腔に開口する。
これに対して、有袋上目や一部のモグラ目の動物の場合、膀胱と子宮は「総排出腔」に開口するが、直腸はこれとは分離しており、総排出口とは別に、腸から体外への開口部である肛門を備える。
なお、一部のモグラ目を除くほとんど全ての有胎盤哺乳類の雌の場合、腸の開口部（肛門）、膀胱からの開口部（尿道口）、子宮の開口部（膣）は、すべて分離している。なお、雄の場合においては、腸の開口部は独立しているが、膀胱からの開口部と精巣からの開口部は尿道口に開口しており分離していない。
ただし、カモノハシ目以外の哺乳類でもごく稀に雄、雌構わず（特に雌）、爬虫類などと同様、一つの穴に開口する場合がある。
発生過程では哺乳類も総排出腔が形成されており、人間では胎生4～9週に存在する。胎生9週に尿直腸中隔によって尿道と直腸・肛門に分離されるが、この分離が障害されると総排出腔が遺残した状態となる。これは総排泄腔遺残と呼ばれ、難病法により難病に指定されている。